# Stenarella victoriae
Stenarella victoriae là một loài tò vò trong họ Ichneumonidae.